# Ecological Applications
Ecological Applications (Ecol Appl) ist eine begutachtete, internationale Fachzeitschrift der angewandten Ökologie.
Sie wird von der Ecological Society of America (ESA) herausgegeben und hat einen Impact Factor von 4,7. Sie belegt Platz 26 von 449 Fachzeitschriften der Ökologie.